# Société des républicaines révolutionnaires
La Société des républicaines révolutionnaires ("Società delle rivoluzionarie repubblicane"), fondata il 10 maggio 1793 da Pauline Léon e Claire Lacombe, e vietata l'estate successiva da parte del governo rivoluzionario, era un gruppo rivoluzionario esclusivamente femminile (uno dei club femminili), dedito alle rivendicazioni sociali e femministe.
Fu «in qualche modo la sezione femminile del movimento degli Enragés», secondo Daniel Guérin

### Ulteriore bibliografia
- (FR) T. Leclerc, Extraction, profession avant et depuis la Révolution ; carrière politique et Révolutionnaire et état présent des affaires de Théophile Leclerc, Paris, 1794, AN F747749
- (FR) Daniel Guérin, Bourgeois et bras-nus : 1793-1795, Paris, Gallimard, 1973. Nouvelle édition : Paris (21 bis rue de Simplon, 75018), les Nuits rouges, 1998, ISBN 9782913112018
- (FR)  David Gilles, « Représentation et souveraineté chez les Enragés (1792-1794) », Le concept de Représentation dans la pensée politique, AFHIP vol. XV, PUAM, 2003, pp. 253-287.
- (FR) Claude Guillon, Notre patience est à bout (1792-1793, les écrits des enragé(e)s), Radicaux Libres, IMHO, 2009.
- (EN) Daniel Guérin: Class struggle in the first French republic : bourgeois and bras-nus 1793-1795, London: Pluto Press, 1977
- (EN) René Viénet: "Enragés and Situationists in the Occupation Movement, France, May'68" , New York: Automedia  1992 ISBN 0-936756-79-9, London: Rebel Press 1992, ISBN 0-946061-05-X
- (EN) Schama, Simon. Citizens: A Chronicle of the French Revolution. New York: Alfred A. Knopf, 1989.